# Edward Joseph Kelly

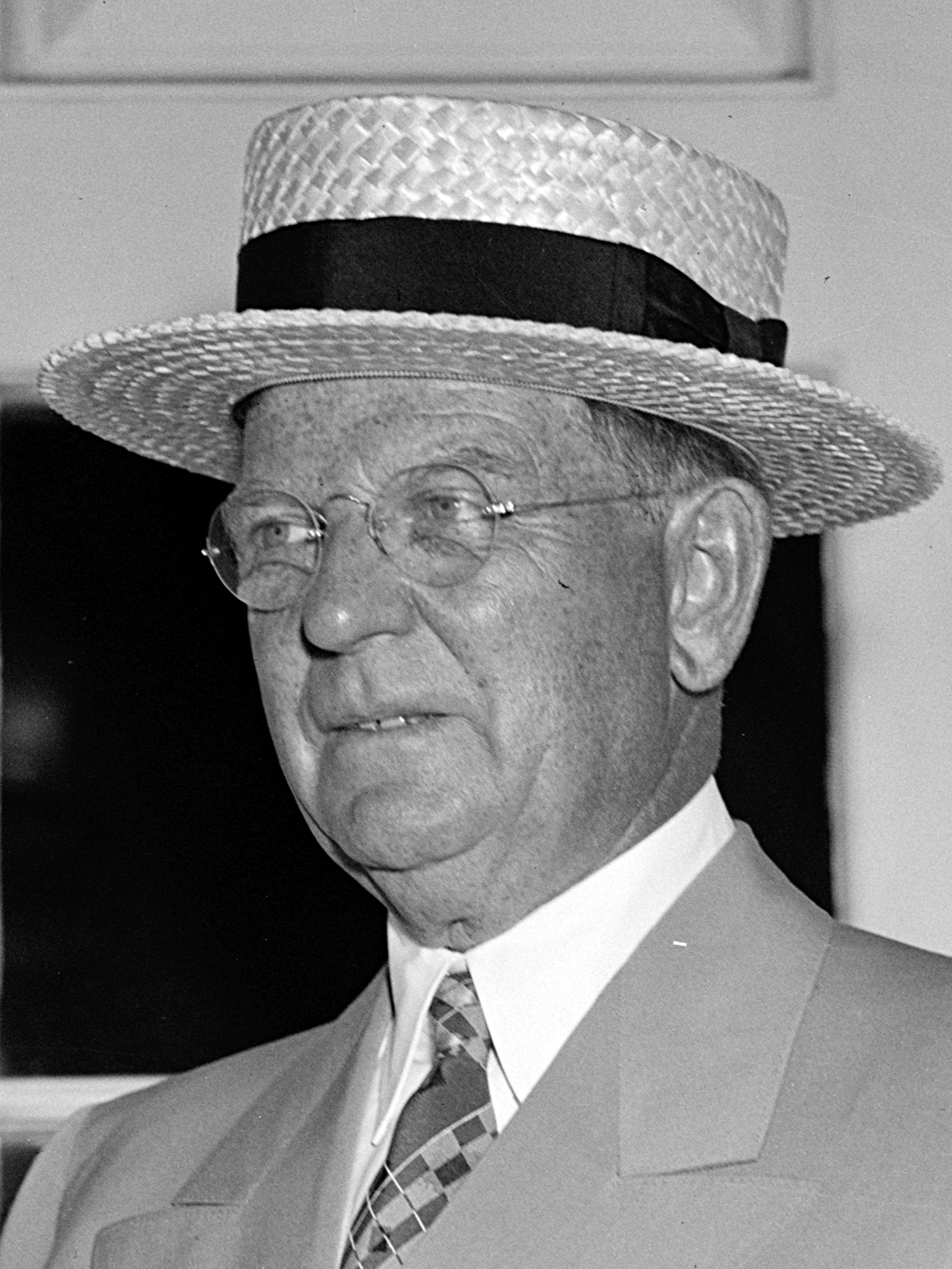
Edward Joseph Kelly (1937)

Edward Joseph Kelly (* 1. Mai 1876 in Chicago, Illinois; † 20. Oktober 1950 ebenda) war ein US-amerikanischer Politiker der Demokratischen Partei und langjähriger einflussreicher Bürgermeister von Chicago.

## Leben
Der Sohn eines Polizisten begann um 1900 seine Tätigkeit als Mitarbeiter im Amt für Hygiene (Sanitary Department) von Chicago und stieg während seiner 30-jährigen Laufbahn bis zum Chef-Ingenieur auf. Danach wurde er Mitarbeiter im Amt für die städtischen Parkanlagen und beaufsichtigte die Verschönerung der Parkanlagen Chicagos.
Nach dem Tod von Bürgermeister Anton Cermak am 6. März 1933, der anstatt des kurz zuvor gewählten US-Präsidenten Franklin D. Roosevelt einem Attentat zum Opfer fiel, wurde zunächst Ratsherr Frank J. Corr am 15. März 1933 von den übrigen Mitgliedern des Stadtrates zum neuen Bürgermeister Chicagos ernannt. Nachdem die demokratischen Ratsmitglieder jedoch entschieden, dass Kelly die bessere Wahl wäre, nahm Corr dieses Votum an und trat am 17. April 1933 nach nur 32-tägiger Amtszeit zurück.
Kelly wurde noch am 17. April vom Stadtrat zu Corrs Nachfolger als Bürgermeister bestimmt und erstmals 1935 in dieses Amt gewählt. Während seiner fast 14-jährigen Amtszeit bis zum 15. April 1947 wurden Politiker und auch Polizisten in weiten Kreisen als korrupt angesehen und tatsächlich trat der Stadtrat nur selten gegen die von Kelly erlassenen Anordnungen ein. Nach dem sogenannten Massaker am Memorial Day im Mai 1937, bei dem die Chicagoer Polizei auf Teilnehmer einer von Gewerkschaften organisierten Demonstration schoss und zehn Menschen tötete, forderte er zur „Zurückhaltung“ auf. Zum anderen sicherte er sich seine Macht durch den Bau der städtischen U-Bahn sowie durch die Ernennung von zahlreichen Afroamerikanern innerhalb der Stadtverwaltung, wodurch er sich die Stimmen der afroamerikanischen Wähler sicherte, die zuvor die Kandidaten der Republikanischen Partei unterstützt hatten. Zusammen mit seinem Weggefährten, dem Millionär Patrick Nash, versammelte Kelly zahlreiche Parteifunktionäre der Demokraten um sich, die letztlich die politische Führung Chicagos über Jahrzehnte prägten.
Kelly trat am 15. April 1947 von seinem Amt als Bürgermeister zurück und wurde von Martin H. Kennelly abgelöst. 1947 war er außerdem für einige Zeit Mitglied im Democratic National Committee, der nationalen Organisation der Demokratischen Partei, die Fundraising betreibt und die politischen Positionen der Gesamtpartei darstellt.